# Фильчиков, Борис Павлович
Бори́с Па́влович Фи́льчиков (3 августа 1918 — 15 января 2006, Москва) — советский звукооператор киностудии «Союзмультфильм», участвовал в создании около 500 советских и российских мультфильмов, в дублировании зарубежных мультфильмов и художественных фильмов.

«Когда, стоя у микрофона, видишь глаза Бори Фильчикова, все страхи и сомнения улетучиваются. Я не только смогу залаять или замяукать, но даже запеть, чего ни в театре, ни дома никогда не делаю»…— Всеволод Ларионов.
Заслуженный работник культуры РСФСР (1987).

## Биография
Родился 3 августа 1918 года.
В 20 лет окончил Ростовский техникум.
В 32 года окончил Ленинградский институт киноинженеров по специальности электротехник.
В 1938—1940 годах работал техником лаборатории НИИ киностроительства.
Участник Великой Отечественной войны.
В 1946—1948 годах — начальник звукоцеха студии «Стереокино».
В 1949—1997 годах — звукооператор киностудии «Союзмультфильм».
Сотрудничал с Свердловской киностудией и «Куйбышевтелефильм».
Умер 15 января 2006 года в Москве, похоронен на 13-м участке Бабушкинского кладбища.

## Фильмография
- 1949 — Весенняя сказка
- 1950 — Дудочка и кувшинчик
- 1950 — Кто первый?
- 1950 — Олень и Волк
- 1950 — Чудо-мельница
- 1951 — Друзья товарищи
- 1951 — Сердце храбреца
- 1951 — Таёжная сказка
- 1954 — Карандаш и Клякса — весёлые охотники
- 1954 — Танюша, Тявка, Топ и Нюша
- 1955 — Баллада о столе
- 1955 — Юля-капризуля
- 1956 — Девочка в джунглях
- 1956 — Колобок
- 1956 — Лесная история
- 1956 — Небесное созданье
- 1956 — Пирожок
- 1956 — Приключения Мурзилки
- 1956 — Сказка о попе и о работнике его Балде
- 1956 — Чудесный колодец
- 1957 — В одной столовой…
- 1957 — Опять двойка
- 1957 — Слово имеют куклы
- 1957 — Тихая пристань
- 1957 — Чудесница
- 1958 — Петя и волк
- 1958 — Петя и Красная Шапочка
- 1958 — Сказка о Мальчише-Кибальчише
- 1958 — Сказ о Чапаеве
- 1958 — Спортландия
- 1958 — Старик и журавль
- 1959 — Янтарный замок
- 1959 — Али-Баба и сорок разбойников
- 1959 — Влюблённое облако
- 1959 — История Власа — лентяя и лоботряса
- 1959 — Легенда о Завещании мавра
- 1960 — Лиса, бобёр и другие
- 1960 — Мурзилка на спутнике
- 1960 — Прочти и катай в Париж и Китай
- 1960 — Секрет воспитания
- 1960 — Про козла
- 1960 — Три зятя
- 1961 — Дракон
- 1961 — Чиполлино
- 1961 — Окна сатиры
- 1962 — Банальная история
- 1962 — Баня
- 1962 — Дикие лебеди
- 1962 — Летающий пролетарий
- 1962 — Только не сейчас
- 1962 — Чудесный сад
- 1963 — Африканская сказка
- 1963 — Баранкин, будь человеком!
- 1963 — Дочь солнца
- 1963 — Ку-ка-ре-ку!
- 1963 — Мистер Твистер
- 1963 — Светлячок № 3
- 1963 — Москвичок
- 1963 — Свинья-копилка
- 1963 — Снежные дорожки
- 1963 — Хочу быть отважным
- 1964 — Дело №…
- 1964 — Жизнь и страдания Ивана Семёнова
- 1964 — Кот-рыболов
- 1964 — Левша
- 1964 — Можно и нельзя
- 1964 — Петух и краски
- 1964 — Почта
- 1964 — Страна Оркестрия
- 1964 — Шайбу! Шайбу!
- 1965 — Автомат
- 1965 — Вовка в Тридевятом царстве
- 1965 — Вот какие чудеса
- 1965 — Здравствуй, атом!
- 1965 — Где я его видел?
- 1965 — Горячий камень
- 1965 — Как один мужик двух генералов прокормил
- 1965 — Наргис
- 1965 — Ни богу, ни чёрту
- 1965 — Песня летит по свету
- 1965 — Приключения запятой и точки
- 1965 — Рикки-Тикки-Тави
- 1965 — Странички календаря
- 1965 — Чьи в лесу шишки?
- 1966 — Агент Г. С.
- 1966 — Автомобиль, любовь и горчица
- 1966 — Жёлтик
- 1966 — Жу-жу-жу

1966-Фитиль N46(Дорогая дорога)
- 1966 — Иван Иваныч заболел…
- 1966 — Мой зелёный крокодил
- 1966 — Окно
- 1966 — Поди туда, не знаю куда
- 1966 — Сегодня день рождения
- 1966 — Хвосты
- 1966 — Это не про меня
- 1966 — Я жду птенца
- 1966 — Зайдите, пожалуйста!
- 1967 — Будильник
- 1967 — Кузнец-колдун
- 1967 — Легенда о Григе
- 1967 — Легенда о злом великане
- 1967 — Ну и Рыжик!
- 1967 — Могло случиться
- 1967 — Песенка мышонка

1967-Фитиль N64(Эврика)
- 1967 — Песня о соколе
- 1967 — Приключения барона Мюнхаузена
- 1967 — Раз-два, дружно!
- 1967 — Сказка о золотом петушке
- 1967 — С кем поведёшься
- 1967 — Франтишек
- 1967 — Честное крокодильское
- 1967 — Шесть Иванов - шесть капитанов
- 1968 — Белая шкурка
- 1968 — Клубок
- 1968 — Комедиант
- 1968 — Кот, который гулял сам по себе
- 1968 — Малыш и Карлсон
- 1968 — Матч-реванш
- 1968 — Ничто не забыто
- 1968 — Не в шляпе счастье
- 1968 — Осторожно, щука!
- 1968 — Пингвины
- 1968 — Светлячок № 8
- 1968 — Случилось это зимой
- 1968 — Чуня
- 1968 — Дорожное происшествие
- 1968 — Чёрт попутал
- 1969 — Великие холода
- 1969 — Возвращение с Олимпа
- 1969 — Времена года
- 1969 — В стране невыученных уроков
- 1969 — Жадный Кузя
- 1969 — Мы ищем кляксу
- 1969 — Пластилиновый ёжик
- 1969 — Рисунок на песке
- 1969 — Умка
- 1969 — Дети и спички
- 1970 — Быль-небылица
- 1970 — Карлсон вернулся
- 1970 — Метеор на ринге
- 1970 — Мой друг Мартын
- 1970 — Новогоднее происшествие
- 1970 — Отважный Робин Гуд
- 1970 — Перед экзаменом («Фитиль» № 96)
- 1971 — Рассказы старого моряка. Необычайное путешествие
- 1970 — Сказка о живом времени
- 1970 — Сук («Фитиль» № 103)
- 1970 — Умка ищет друга
- 1971 — Аргонавты
- 1971 — Генерал Топтыгин
- 1971 — Золочёные лбы
- 1971 — Калейдоскоп-71 (выпуск 1). «По грибы»
- 1971 — Калейдоскоп-71 (выпуск 2). «Шкаф», «Дождик»
- 1971 — Лабиринт. Подвиги Тесея
- 1971 — Лошарик
- 1971 — Приключения красных галстуков
- 1971 — Рассказы старого моряка. Необитаемый остров
- 1971 — Самый младший дождик
- 1971 — Сеча при Керженце
- 1971 — Скрипка пионера
- 1972 — Аве Мария
- 1972 — Рассказы старого моряка. Антарктида
- 1972 — В гостях у лета
- 1972 — Ветерок
- 1972 — Коля, Оля и Архимед
- 1972 — Куда летишь, Витар?
- 1972 — Экспонат («Фитиль» № 121)
- 1972 — Ты враг или друг?
- 1973 — Василёк
- 1973 — Здоровье начинается дома
- 1973 — Кем быть?
- 1973 — Лиса и заяц
- 1973 — Персей
- 1973 — Про Петрушку
- 1973 — Сокровища затонувших кораблей
- 1973 — Часы с кукушкой
- 1973 — Чудо без чудес
- 1973 — Шапка-невидимка
- 1973 — Щелкунчик
- 1974 — Ваня Датский
- 1974 — Заяц Коська и родничок
- 1974 — Как козлик землю держал
- 1974 — Карусельный лев
- 1974 — Похождения Чичикова. Манилов
- 1974 — Похождения Чичикова. Ноздрёв
- 1974 — Прометей
- 1974 — Футбольные звезды
- 1974 — Цапля и журавль
- 1974 — Шёл трамвай десятый номер
- 1975 — Верните Рекса
- 1975 — Достать до неба
- 1975 — Ёжик в тумане
- 1975 — Как верблюжонок и ослик в школу ходили
- 1975 — Конёк-горбунок
- 1975 — Лиса и медведь
- 1975 — Мимолетности
- 1975 — Наша няня
- 1975 — Необычный друг
- 1975 — Новогодний ветер
- 1975 — Ох и Ах
- 1975 — Радуга
- 1975 — Среди хлебов спелых
- 1975 — Уроки наших предков
- 1976 — Весёлая карусель (выпуск 8)
- 1976 — Зайка-зазнайка
- 1976 — Земля моя
- 1976 — Муха-Цокотуха
- 1976 — О том, как гном покинул дом
- 1976 — Петя и волк
- 1976 — Почтовая рыбка
- 1976 — Просто так
- 1976 — Сказка дедушки Ай-По
- 1976 — Сказка про лень
- 1976 — Слушается дело о... Не очень комическая опера
- 1976 — Стойкий оловянный солдатик
- 1976 — 38 попугаев
- 1976 — Младший брат
- 1976 — Волшебная камера
- 1977 — 38 попугаев. Бабушка удава
- 1977 — Бобик в гостях у Барбоса
- 1977 — Василиса Прекрасная
- 1977 — Жила-была курочка
- 1977 — Жихарка
- 1977 — Журавлиные перья
- 1977 — Как Маша поссорилась с подушкой
- 1977 — 38 попугаев. Куда идёт слонёнок
- 1977 — Мы рисуем октябрь
- 1977 — Наш добрый мастер
- 1977 — Одна лошадка белая
- 1977 — Ох и Ах идут в поход
- 1977 — Последний лепесток
- 1977 — Солнышко на нитке
- 1977 — Старый дом
- 1977 — Пятачок
- 1977 — 38 попугаев. Как лечить удава
- 1977 — Весёлая карусель (выпуск 9)
- 1977 — Вот так новоселье
- 1978 — 38 попугаев. А вдруг получится!
- 1978 — Вагончик
- 1978 — Дед Мороз и серый волк
- 1978 — Догони-ветер
- 1978 — И смех и грех
- 1978 — Как утёнок-музыкант стал футболистом
- 1978 — Легенды перуанских индейцев
- 1978 — Маша больше не лентяйка
- 1978 — Наш друг Пишичитай (выпуск 1)
- 1978 — Подарок для самого слабого
- 1978 — Пойга и лиса
- 1978 — 38 попугаев. Привет мартышке
- 1978 — Приключения Хомы
- 1978 — Трое из Простоквашино
- 1979 — Волшебное кольцо
- 1979 — Волшебное озеро
- 1979 — Дым коромыслом
- 1979 — Жёлтый слон
- 1979 — 38 попугаев. Завтра будет завтра
- 1979 — 38 попугаев. Зарядка для хвоста
- 1979 — Летучий корабль
- 1979 — Маша и волшебное варенье
- 1979 — Наш друг Пишичитай (выпуск 2)
- 1979 — Новый Аладдин
- 1979 — Огневушка-поскакушка
- 1979 — Охота
- 1979 — Сказка сказок
- 1979 — Баба-яга против! (выпуск 1)
- 1980 — Баба-яга против! (выпуск 2)
- 1980 — Баба-яга против! (выпуск 3)
- 1980 — Девочка и медведь
- 1980 — Каникулы в Простоквашино
- 1980 — Наш друг Пишичитай (выпуск 3)
- 1980 — Шарик-фонарик
- 1980 — Сказка про Комара Комаровича
- 1981 — Говорящие руки Траванкора
- 1981 — День рождения бабушки
- 1981 — Дорожная сказка
- 1981 — Ёжик плюс черепаха
- 1981 — Зимовье зверей
- 1981 — Как будто
- 1981 — Ничуть не страшно
- 1981 — Поросёнок в колючей шубке
- 1981 — Приключения Васи Куролесова
- 1981 — Приключение на плоту
- 1981 — Сказка о глупом мышонке
- 1981 — Тайна третьей планеты
- 1981 — Так сойдёт!
- 1981 — Тигрёнок на подсолнухе
- 1981 — Лень
- 1981 — В тусклом царстве, в сером государстве
- 1982 — Великан-эгоист
- 1982 — Верное средство
- 1982 — Волшебное лекарство
- 1982 — Дедушкин бинокль
- 1982 — Живая игрушка
- 1982 — Жил-был пёс
- 1982 — Каша из топора
- 1982 — Прежде мы были птицами
- 1982 — Прекрасная Пери
- 1982 — Тайна жёлтого куста
- 1982 — Травяная западенка
- 1982 — Весёлая карусель (выпуск 12)
- 1982 — Сверчок
- 1982 — У попа была собака
- 1983 — Жил у бабушки козёл
- 1983 — Змей на чердаке
- 1983 — Как старик наседкой был
- 1983 — Лев и Бык
- 1983 — От двух до пяти
- 1983 — Путешествие муравья
- 1983 — Путь в вечность
- 1983 — Сказка об очень высоком человеке
- 1983 — Слонёнок и письмо
- 1983 — Увеличительное стекло
- 1983 — Хвастливый мышонок
- 1983 — Чебурашка идет в школу
- 1983 — Добрый лес
- 1983 — Весёлая карусель (выпуск 14)
- 1983 — Весёлая карусель (выпуск 15)
- 1984 — Обезьянки. Осторожно, обезьянки!
- 1984 — А что ты умеешь?
- 1984 — Горшочек каши
- 1984 — Зима в Простоквашино
- 1984 — Как щенок учился плавать
- 1984 — Ночной цветок
- 1984 — Про буку
- 1984 — Про Фому и про Ерёму
- 1984 — Про шмелей и королей
- 1984 — Птицелов
- 1984 — Сказка о царе Салтане
- 1984 — Слонёнок пошёл учиться
- 1984 — То ли птица, то ли зверь
- 1984 — Переменка № 3
- 1985 — Волчок
- 1985 — 38 попугаев. Великое закрытие
- 1985 — Грибной дождик
- 1985 — Дедушкина дудочка
- 1985 — Загадка сфинкса
- 1985 — Миссис Уксус и мистер Уксус
- 1985 — Мы с Шерлоком Холмсом
- 1985 — Обезьянки и грабители
- 1985 — Огуречная лошадка
- 1985 — Переменка № 4
- 1985 — Про Сидорова Вову
- 1985 — Пропал Петя-петушок
- 1985 — Пудель
- 1985 — Рыжая кошка
- 1985 — Слонёнок заболел
- 1985 — Терёхина таратайка
- 1985 — Дедушкина дудочка
- 1986 — Академик Иванов
- 1986 — Ара, бара, пух!
- 1986 — Архангельские новеллы
- 1986 — Мышонок и красное солнышко
- 1986 — На воде
- 1986 — Воспоминание
- 1986 — Дверь
- 1986 — Мальчик как мальчик
- 1986 — Переменка № 5
- 1986 — Петух и боярин
- 1986 — По собственному желанию
- 1986 — Сказка о глупом муже
- 1986 — Трое на острове
- 1986 — Я жду тебя, кит!
- 1986 — Пропал Петя-петушок
- 1987 — Белая трава
- 1987 — Богатырская каша
- 1987 — Дерево родины
- 1987 — Диалог. Крот и яйцо
- 1987 — Как обезьянки обедали
- 1987 — Как ослик грустью заболел
- 1987 — Коротышка — зелёные штанишки
- 1987 — Мартынко
- 1987 — Мышь и верблюд
- 1987 — Переменка № 6
- 1987 — Поморская быль
- 1987 — Смех и горе у Бела моря
- 1987 — Счастливый Григорий
- 1987 — Три лягушонка
- 1987 — Щенок и старая тапочка
- 1987 — Поморская быль
- 1987 — С 9:00 до 18:00
- 1987 — Белая трава
- 1988 — Витамин роста
- 1988 — Влюбчивая ворона
- 1988 — Доверчивый дракон
- 1988 — Заяц, который любил давать советы
- 1988 — Как прекрасно светит сегодня Луна
- 1988 — Кому повем печаль мою?
- 1988 — Мария, Мирабела в Транзистории
- 1988 — Сон
- 1988 — Кот и клоун
- 1988 — Кот, который умел петь
- 1988 — Медвежуть
- 1988 — Мы идем искать
- 1988 — Свирепый Бамбр
- 1988 — Потерялась птица в небе
- 1988 — Таракан
- 1988 — Три лягушонка (выпуск 2)
- 1989 — Ай-ай-ай
- 1989 — Всех поймал
- 1989 — Какой звук издаёт комар?
- 1989 — Квартира из сыра
- 1989 — Мальчик и лягушонок
- 1989 — Музыкальный магазинчик
- 1989 — Пришелец в капусте
- 1989 — Сегодня в нашем городе
- 1989 — Фру-89. Жертва
- 1989 — Фру-89. Слева направо
- 1990 — Кважды ква
- 1990 — Крылатый, мохнатый да масленый
- 1990 — Невиданная, неслыханная
- 1990 — По следам Бамбра
- 1990 — Пришелец Ванюша
- 1990 — Сказка
- 1990 — Солдат и чёрт
- 1990 — Три лягушонка (выпуск 3)
- 1991 — Иванушко
- 1991 — Ванюша и космический пират
- 1991 — 38 попугаев. Ненаглядное пособие
- 1991 — Ловушка для Бамбра
- 1991 — Мисс Новый год
- 1991 — Кладезь мудрости
- 1991 — Комната смеха
- 1991 — Mister Пронька
- 1992 — Куплю привидение
- 1992 — Великая битва слона с китом
- 1992 — Слонёнок-турист
- 1993 — Ванюша и великан
- 1993 — Гномы и горный король
- 1993 — Деревенский водевиль
- 1993 — Обезьянки, вперед!
- 1993 — Пряник
- 1993 — Сквозняк
- 1993 — Человек в воздухе
- 1993 — Весёлая карусель (выпуск 25)
- 1994 — Весёлая карусель (выпуск 26)
- 1994 — Весёлая карусель (выпуск 27)
- 1994 — Земляника под снегом
- 1994 — Ах, эти жмурки!
- 1995 — Три связки соломы
- 1995 — Обезьянки в опере
- 1995 — Страна слепых
- 1995 — Странник
- 1995 — Фердинанд VIII
- 1995 — Тройная уха
- 1995 — Весёлая карусель (выпуск 28)
- 1996 — Весёлая карусель (выпуск 30). Тайна
- 1997 — Обезьянки. Скорая помощь